# Lipa (gmina Miren-Kostanjevica)
Lipa – wieś w Słowenii, w gminie Miren-Kostanjevica. W 2018 roku liczyła 98 mieszkańców.